# Metrolink (Californie)
Pour les articles homonymes, voir Metrolink.
Metrolink (sigle de l'Association of American Railroads : SCAX), également appelé par l'acronyme SCRRA pour Southern California Regional Rail Authority, est un réseau ferroviaire qui dessert la Californie du Sud. Réparti sur sept lignes qui totalisent 55 points d'arrêt, il dessert plus précisément les comtés de Los Angeles, d'Orange, de Riverside, de San Bernardino, de Ventura et de San Diego. Il comprend plusieurs connexions avec le métro de Los Angeles, le Pacific Surfliner, le Coast Starlight, le Southwest Chief ou encore le Sunset Limited.
Le système a été créé en 1991 et a commencé ses services l'année suivante. En 2014, la fréquentation en semaine s'élevait à plus de 41 000 passagers.

## Réseau

### Aperçu général
| Nom de la ligne                    | Principales villes desservies |
| ---------------------------------- | ----------------------------- |
| 91/Perris Valley Line              | Los Angeles-Perris            |
| Antelope Valley Line               | Los Angeles-Lancaster         |
| Inland Empire - Orange County Line | San Bernardino-Oceanside      |
| Orange County Line                 | Los Angeles-Anaheim-Oceanside |
| Riverside Line                     | Los Angeles-Riverside         |
| San Bernardino Line                | Los Angeles-San Bernardino    |
| Ventura County Line                | Los Angeles-Ventura           |

### Lignes desservies

#### 91/Perris Valley Line
Mise en service en mai 2002, la ligne 91/Perris Valley est composée de douze stations. D'une longueur d'environ 99 kilomètres, elle est liée à l'ensemble des autres lignes du réseau et relie la gare centrale de Los Angeles à celle de South Perris, dans la ville du même nom.

#### Antelope Valley Line
Cette ligne relie Los Angeles à la ville de Lancaster, dans la vallée d'Antelope. Elle suit approximativement le tracé de l'Interstate 5 (I-5) puis de la California State Route 14.

#### Inland Empire - Orange County Line
L'Inland Empire - Orange County Line connecte la ville de San Bernardino à celle d'Oceanside. Elle est longue de 161,1 kilomètres et comporte quinze gares réparties sur trois comtés (celui de San Bernardino, d'Orange et de San Diego).

#### Orange County Line

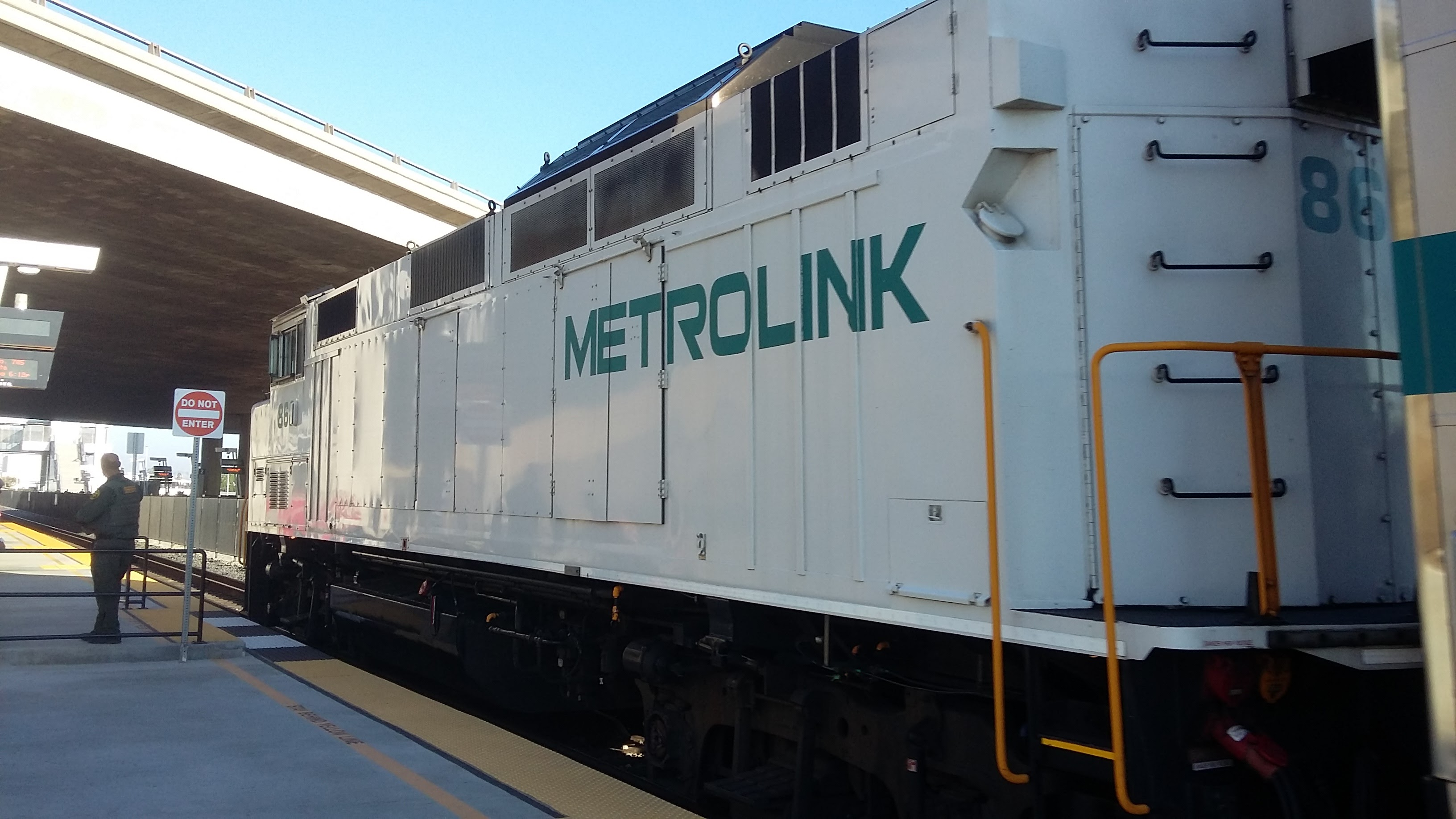
Un train Metrolink à la gare d'Anaheim.

Le tracé de la ligne du comté d'Orange (Orange County Line) permet de relier la gare centrale de Los Angeles, Union Station, à la ville d'Oceanside, dans le comté de San Diego. En raison de son nom, la ligne dessert également le comté éponyme, à travers, entre autres, Anaheim (grâce à la gare ARTIC), à partir de laquelle des liaisons en bus sont proposées pour rejoindre les parcs Disney notamment.
La ligne compte au total quatorze points d'arrêt. Elle fonctionne tous les jours de la semaine et transportait en 2012 environ 8 000 passagers par jour.

#### Riverside Line
La ligne Riverside dessert Los Angeles à la ville du même nom. Elle n'opère qu'en semaine et compte sept gares et 95,1 kilomètres de voies pour un peu plus de 5 000 passagers par jour en 2012.

#### San Bernardino Line
Avec ses treize points d'arrêt, la ligne de San Bernardino relie cette ville à Los Angeles - comme l'ensemble des lignes Metrolink -, et transporte en semaine plus de 10 000 personnes, pour moins de 5 000 passagers les samedis et dimanches.

#### Arrow Line
Cette ligne dessert cinq gares.

#### Ventura County Line
La ligne du comté de Ventura (Ventura County Line) dessert douze gares pour 114,1 kilomètres de voies. Elle a été mise en service en 1992 et fait partie des trois lignes originelles du réseau.

### Matériel roulant

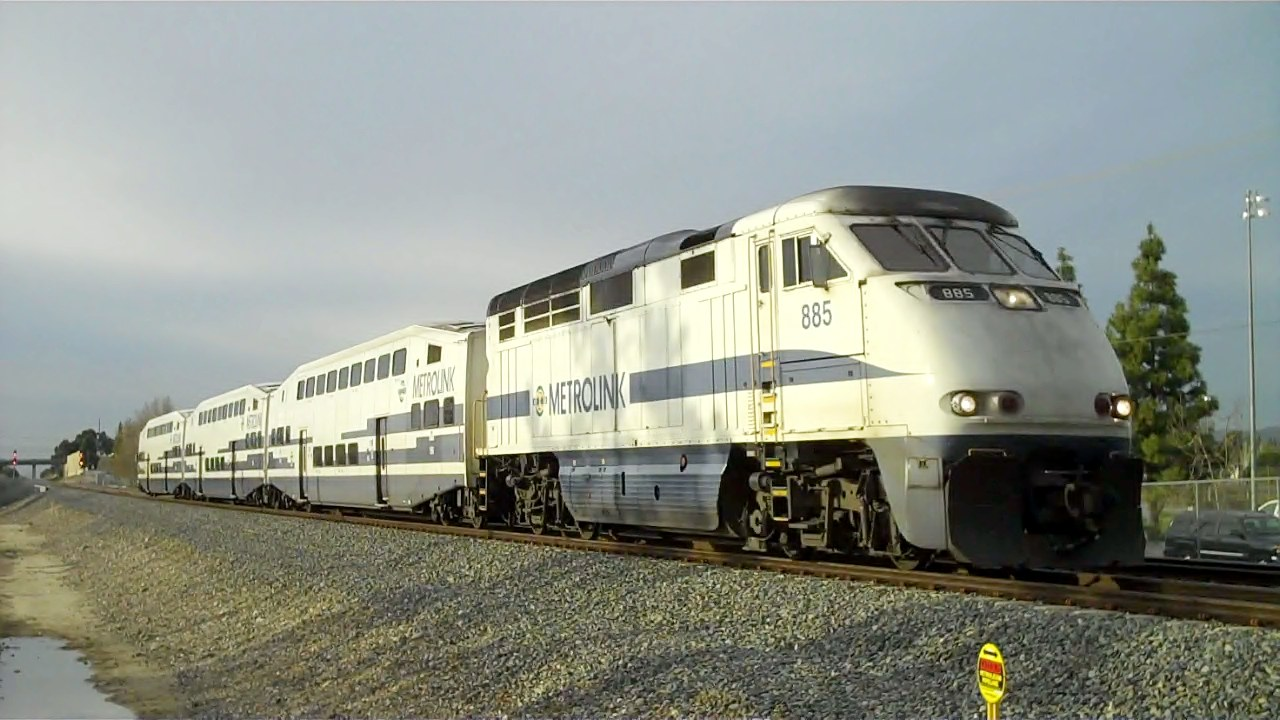
Un train Metrolink à proximité de Lake Forest (comté d'Orange).

Le réseau dispose d'une flotte de 95 trains.

## Gestion

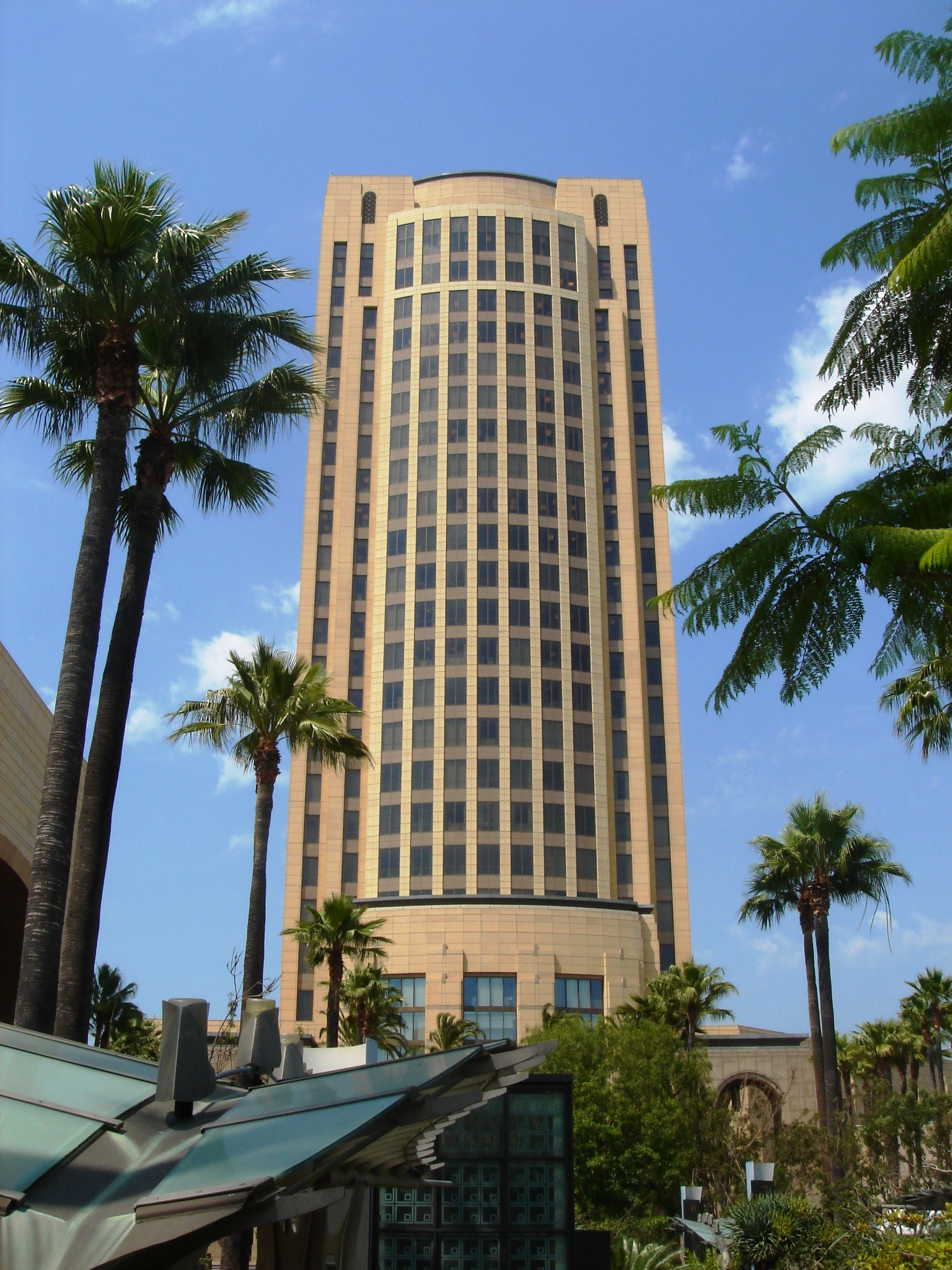
Le MTA Building, où le siège de la société réside (Los Angeles).

Le réseau est administré par la SCRRA, qui comprend une agence pour chaque comté desservi par ce dernier : la Los Angeles County Metropolitan Transportation Authority (LACMTA), l'Orange County Transportation Authority (OCTA), la Riverside County Transportation Commission (RCTC), les San Bernardino Associated Governments (SANBAG ou SanBAG) ainsi que la Ventura County Transportation Commission (VCTC).
Son siège se situe dans le MTA Building, à Los Angeles, à proximité de Union Station.